# Friedrich Mohs
Carl Friedrich Christian Mohs, nemškoavstrijski geolog in mineralog, * 29. januar 1773, Gernrode, Nemčija, † 29. september 1839, Agordo, pri Bellunu, Italija.
Mohs je študiral kemijo, matematiko in fiziko. Leta 1801 se je preselil v Avstrijo, kjer je za zasebno zbirko raziskoval minerale. Pri tem je začel razvrščati minerale po njihovih fizikalnih lastnosti, neglede na njihovo kemijsko sestavo, kakor so počeli do tedaj. Leta 1812 je izdelal lestvico za trdoto mineralov, ki se uporablja še danes kot Mohsova trdotna lestvica.
Leta 1812 je postal profesor v Gradcu, leta 1818 profesor v Freibergu na Saškem in leta 1826 profesor na Dunaju.
Mohs je umrl med izletom po Italiji.